# 宇多田ヒカルのうた -13組の音楽家による13の解釈について-
『宇多田ヒカルのうた -13組の音楽家による13の解釈について-』（うただヒカルのうた じゅうさんくみのおんがくかによる じゅうさんのかいしゃくについて）は、宇多田ヒカルのトリビュート・アルバムである。2014年12月9日にUNIVERSAL MUSICよりSHM-CDにて発売。

## 解説
デビュー15周年記念作品第二弾として、第一弾の『First Love -15th Anniversary Edition-』に続いてリリース。
本作は宇多田としては初めてとなるトリビュート・アルバムで、自らがソングライターとして活躍している13組のアーティストに自由に宇多田ヒカルの楽曲を表現してもらおうというコンセプトで制作された作品。本作の企画者でもあるユニバーサルミュージックの沖田英宣は「その人にしか作ることのできない音楽を創造し続けている方々に参加していただきました。その音楽家が放つオリジナルなスタイルがなければ、まるで二重露光の写真のように宇多田ヒカルのうたと重なりあうことはないと思っていたからです」と説明。宇多田の実父でプロデューサーの宇多田照實は、自身のTwitterで「ヒカルもカバーしてもらうアーティストの選択に携わっています。徐々に届けられる完パケ音源を聴いてもらってます。選曲はレーベルに関係なく、各アーティストにお任せでお願いをしました」と裏話を明かしている。
特設サイトの「CREATORS GALLERY」ではドイツ出身のグラフィックデザイナー、カロリン・ロバートが描き下ろした宇多田が掲載されるなど、『ヱヴァンゲリヲン新劇場版』チーム、キタイシンイチロウ、越尾真介をはじめとするさまざまな分野のクリエイターが宇多田もしくはその楽曲をテーマに表現した作品が公開されていた。
浜崎あゆみのカバー曲はSNSなど数々の反響を呼び、YouTubeに公開された2本の動画は4か月であわせて200万回再生となるなど話題を集めた。

## 収録曲
1. SAKURAドロップス（歌：井上陽水）(4:57)
編曲：相川等（オルケスタ・デ・ラ・ルス）
オルケスタ・デ・ラ・ルスの相川等によりサルサ系ラテンダンストラックへと生まれ変わった楽曲を同バンドのボーカル・NORA とデュエットしている[7]。
2. Letters（歌：椎名林檎）(5:06)
編曲：村田陽一
村田陽一によるストリングスをまじえたジャズバンド風アレンジ[7]。
最後の英語詞は椎名によるオリジナルのフランス語に変更されており、歌詞カードには「アーティストの解釈により一部歌詞がオリジナルとは異なります。」の注意書きが記載されている。
3. Automatic（歌：岡村靖幸）(5:34)
女性によるコーラスの部分を除き、すべての楽器演奏と打ち込みを岡村靖幸自身で手がけている[7]。
4. Movin' on without you（歌：浜崎あゆみ）(4:11)
編曲：RedOne[8]
レディー・ガガ、ニッキー・ミナージュ、ピットブル、ジェニファー・ロペスなどの作品を手掛けるRedOne Productionのヨハン・サイモンとトレヴァー・ムジーの手によるプロデュース&ミックスで、EDMチューンに仕上げられている[8][9]。
5. Flavor Of Life（歌：ハナレグミ）(6:57)
編曲：永積タカシ、Yossy & Icchie（YOSSY LITTLE NOISE WEAVER）
YOSSY LITTLE NOISE WEAVERのYossy（ピアノ）とIcchie（トロンボーン、フリューゲルホーン）がゲスト参加[9]。
6. FINAL DISTANCE（歌：AI）(4:44)
もともと原曲が宇多田自身によるセルフカバーのようなものであることもあって[注 2]、テンポ感、サウンドともに、本作の中でも最もオリジナルに忠実なアレンジの一曲[9]。
7. Be My Last（歌：吉井和哉）(4:23)
吉井和哉によるストレートなカバー[9]。
8. 光（歌：LOVE PSYCHEDELICO）(5:41)
LOVE PSYCHEDELICOによるモダンクラシックなアレンジ[9]。
9. For You（歌：加藤ミリヤ）(6:57)
リズムをモダナイズしただけでほぼサンプリングの感覚に近いトラックで、導入部にオリジナルの「For You」を流し、中盤に同じ宇多田の「Give Me A Reason」のフレーズを忍ばせるなど極めてヒップホップソウル的アレンジ[10]。
10. Stay Gold（歌：大橋トリオ）(5:51)
大橋が以前に自身のカバー・アルバム『FAKE BOOK』に収録した「traveling」のカバーがボサノヴァ風の跳ねたリズムの軽やかなシティポップに仕上げられていたのに対し、今作はピアニスト林正樹によるピアノ演奏のみの繊細なアレンジとなっている[8][10]。
11. time will tell（歌：tofubeats with BONNIE PINK）(6:46)
それまでたびたび宇多田のファーストアルバム『First Love』への偏愛を公にしてきたtofubeatsがボーカリストにBONNIE PINKを迎え、宇多田にとって事実上のデビュー曲とも言える「time will tell」[注 3]をカバー[10]。
12. Keep Tryin'（歌：KIRINJI）(5:01)
編曲：KIRINJI
弟の堀込泰行の脱退後、兄の堀込高樹を中心とする6人のバンド編成となった新生KIRINJIによるカバーで、リードボーカルを務めているのは新たに加入したメンバーの弓木英梨乃[10]。
13. Sanctuary（歌：Jimmy Jam & Terry Lewis feat. Peabo Bryson）(3:33)
ゲームソフト「キングダム ハーツII」海外版テーマソングとして制作された、15thシングル「Passion」の英語バージョン。アメリカの音楽業界に長年君臨してきた大物プロデューサーのジミー・ジャム&テリー・ルイス[注 4]がコンテンポラリー系R&Bシンガーのピーボ・ブライソンをボーカルに迎えてカバー[10]。

## 演奏
- 井上陽水、Nora：Vocal (#1)
- Jin：Chorus (#1)
- 斎藤タカヤ：Piano, Chorus (#1)
- 澁谷和利：Bass (#1)
- 鈴木義郎：Bongo, Percussion (#1)

- 宮本仁：Conga (#1)
- Genta：Timbales (#1)
- 佐久間勲、五反田靖：Trumpet (#1)
- 前田大輔：Trombone (#1)
- 相川等：Trombone, Chorus (#1)
- 椎名林檎：Vocal (#2)
- 林正樹：Piano (#2)
- 鳥越啓介：Bass (#2)
- 佐藤芳明：Accordion (#2)
- みどりん (SOIL&"PIMP"SESSIONS)：Drums (#2)
- 三沢またろう：Percussion (#2)
- 村田陽一：Euphonium (#2)
- グレート栄田：Concertmaster (#2)
- 滝沢幸二郎、小倉達夫、桑田譲、桐山なぎさ、矢野晴子、入江茜、山本大将：Violin (#2)
- 古川原裕仁、大沼幸江：Viola (#2)
- 笠原あやの、前田善彦：Cello (#2)
- 岡村靖幸：Vocal, Whatever (#3)
- 小貫早智子 (HALIFANIE, Stefanie)：Chorus (#3)
- 浜崎あゆみ：All Vocals (#4)
- 永積タカシ (ハナレグミ)：Vocal, Guitar (#5)
- Yossy：Piano (#5)
- Icchie：Trombone, Flugelhorn (#5)
- AI：Vocal (#6)
- 吉井和哉：Vocal & Guitar (#7)
- 日下部正則：Guitar (#7)
- 吉田佳史 (TRICERATOPS)：Drums (#7)
- 三浦淳悟 (ペトロールズ)：Bass (#7)
- 鶴谷崇：Keyboards (#7)
- LOVE PSYCHEDELICO：Vocal, Instruments (#8)
- 加藤ミリヤ：Vocal (#9)
- 橋本孝太：Guitar (#9)
- 大橋トリオ：Vocal, Piano (#10)
- BONNIE PINK：Vocal (#11)
- 弓木英梨乃：Lead Vocal (#12)
- コトリンゴ：Vocal (#12)
- 田村玄一：Pedal Steel (#12)
- 堀込高樹：Acoustic Guitar, Synthesizer & Programming (#12)
- 千ヶ崎学：Bass (#12)
- 楠均：Drums (#12)
- Peabo Bryson：Vocal (#13)
- John Jackson：Keyboards, Drums & Background Vocals (#13)
- Adam Hawley：Guitar (#13)

## 再収録アルバム
- 「SAKURAドロップス」 - 井上陽水のカバー・アルバム『UNITED COVER 2』（2015年）
- 「Movin' on without you」 - 浜崎あゆみのオリジナル・アルバム『A ONE』（2015年）[8]